# Феђа Штукан
Феђа Штукан (Сарајево, 28. јануар 1974) босанско-херцеговачки је глумац, пилот и писац. 

## Биографија
Феђа је рођен у породици Нађе, која је православне вероисповести и Мустафе, који је муслиманске вероисповести. Деда Милан, са мајчине стране, био је ђакон у православној цркви и бивши пуковник ЈНА. Милан је извршио самоубиство, а Феђа га је пронашао обешеног.
Он је у Црној Гори живео од 1990. године до почетка рата у БиХ 1992. године, када је приступио специјалним јединицама Армије БиХ. После две године тешких борби, напустио је војску, одбијајући да се бори, како каже, у „верском рату“. Успео је да напусти војску претварајући се да је психички поремећен, отишао је у Немачку и није се вратио у Сарајево док се рат није завршио. Штукан је након рата студирао на сарајевској Академији сценских уметности, а као разлог наводи: „Претпостављам да сам добро одиграо улогу, пошто сам био затворен у менталној болници“, каже он. „Вероватно би било тачно рећи да ми је глума спасила живот".
Његова прва филмска улога била је 2003. године, у награђиваном босанскохерцеговачком филму редитеља Пјера Жалице "Фитиљ", након чега се појављује у бројним филмовима у земљи и региону. Прва главна улога била је у награђиваном ирском филму „Као да ме нема” редитељке Хуаните Вилсон номиноване за Оскара, у којој је глумио са Стеланом Скарсгардом. Такође је глумио у филму "У земљи крв и меда" у режији Анђелине Џоли и са Радетом Шербеџијом. Након тога играо је улоге уз нека од највећих имена данашње филмске индустрије, као што су Гери Олдман, Бред Пит, Нуми Рапас, Том Харди.
Добио је награду за најбољег глумца за улогу у филму "Фитиљ" на Филмском фестивалу у Кракову 2004. године.
Штукан је 2010. године основао продуцентску кућу Relative Pictures са редитељима Рефиком Хоџићем, Ћазимом Дервишевићем и Амром Мехић.
Био је домаћин Сарајевског филмског фестивала 2015. године. Остварио је успешну међународну каријеру на филму и у позоришту радећи у 4С театру у Софији, Међународном позоришном институту за Медитеран и Истарском народном позоришту.
Штукан је радио са неким од најуспјешнијих босанскохерцеговачких позоришних редитеља наступајући у представама Народног позоришта Сарајево, Сарајевског позоришта младих, Камерног театра 55, Међународног позоришног фестивала и Сарајевске академије сценских уметности. Представе у којима је глумио су: Макбет, Роберто Зуко, Тартиф, Фамилија, Вишњик, Сан летње ноћи, Авантура на вратима, Тетовирана ружа, Циркус Инферно, итд.
Рукописе из времена рата шаље Бреду Питу, који добија идеју да направи филм "Бланк", а рукописи потом постају роман "Бланк", који стиче велику популарност у региону. У књизи пише о својој невероватној судбини и искуству у рату, боравку на психијатријској клиници, борби против хероинске зависности, животу у Немачкој итд. Осим Бреду Питу, послао је рукописе и Анђелини Џоли и Теренсу Малику.
После 18 година студентског стажа, полаже десет преосталих испита и дипломира јер је због лечења морао да се запосли, те постаје пилот. 

## Лични живот
Декларише се као атеиста.
Оженио се са редитељком Амром Мехић и имају ћерку Ају.

## Филмографија

### Филмови
- Буђење (2000)
- Гори ватра (2003)
- Нема проблема (2004)
- Ратно дете (2006)
- Нафака (2006)
- Тешко је бити фин (2007)
- Аленино путовање (2008)
- Кино Лика (2008)
- Згариште (2009)
- Неке друге приче (2010)
- Starting Over (2010)
- As If I Am Not There (2010)
- In the Land of Blood and Honey (2011)
- Топ је био врео (2012)
- Goncharov (2015)
- Man with Long Hair (2015)
- A Perfect Day (2015)
- Child 44 (2015)
- Sabina K. (2015)
- Child 44 (2015)
- Kursk (2018)
- The Command (2018)
- Нечиста крв: Грех предака (2021)

### Серије
- Црна хроника (2005)
- Клопка (2006)
- Missing (2012)
- Crossing Lines (2014)
- Нечиста крв (2021)
- Клан (2021–2022)
- Котлина (2022)
- Tom Clancy's Jack Ryan (2022)
- Тунел (ТВ серија) (2023)
- Комар (ТВ серија) (2024)
- Сабља (ТВ серија) (2024)

## Спољашњи извори
- Феђа Штукан на веб-сајту  (језик: енглески)
- Intervju u emisiji Govornica (5.novembar 2022)
- Teško je biti kriminalac kalibra Vučića: Feđa Štukan o uvredama i zadržavanju na granici (14. јун 2023)